# Alfred Dregger
Alfred Dregger (født 10. december 1920 i Münster, død 29. juni 2002 i Fulda) var en tysk politiker, der repræsenterede CDU.
Efter endt skolegang i Werl gik han i Wehrmacht i 1939. Her tjente han til afslutningen af 2. verdenskrig og fik rang af kaptajn. I 1946 påbegyndte han jurastudiet og blev i 1950 dr.jur.
Han begyndte sin politiske karriere som overborgmester i Fulda, hvilket han var fra 1956 til 1970. I 1969 blev han valgt til CDU's hovedbestyrelse. Fra 1962 til 1972 var han desuden medlem af Landdagen i Hessen. I 1972 blev han medlem af Forbundsdagen og var her bl.a. gruppeformand for CDU/CSU-fraktionen fra 1982 til 1991. 
Dragger var kendt som en standhaftig konservativ og var et af de mest prominente medlemmer af den såkaldte Stahlhelm-fraktion – en nationalkonservativ gruppering i CDU. Han var bl.a. ophavsmand til sloganet Freiheit statt Sozialismus.